# Cigaritis cilissa
Cigaritis cilissa is een vlindersoort uit de familie van de Lycaenidae. De soort komt voor in Irak, Iran, Israël, Koerdistan, Syrië en Turkije.
De soort gebruikt eik als waardplant. De vliegtijd is van april tot juli.